# Chrononauts: Futureshock
(Tagline della pagina pubblicitaria che presenta ufficialmente la serie.)
Chrononauts: Futureshock è una miniserie a fumetti statunitense di 4 numeri, scritta da Mark Millar e disegnata da Eric Canete per l'etichetta Millarworld. L'opera viene pubblica dalla Image Comics per conto di Netflix, proprietaria di gran parte del catalogo Millarworld dal 2017. Futuresfhock è un sequel della miniserie Chrononauts del 2015 e tutti e 4 gli albi che la compongono sono distribuiti lo stesso giorno, ovvero il 30 ottobre 2019.
La storia ritrova i due scienziati Corbin Quinn e Danny Reilly intenti a provare a viaggiare nel tempo ma non verso il passato (come fatto in precedenza) ma nel futuro. Per questo si avvalgono di un nuovo veicolo spazio-temporale denominato Timehawk.

## Trama
I due scienziati Corbin Quinn e Danny Reilly sono riusciti a compiere con successo sei missioni viaggiando indietro nel tempo ma non sono riusciti a spostarsi nel futuro. Per questo hanno costruito un nuovo velivolo, il Time-Hawk Jet e potenziato le loro chrono-suits, le tute speciali per muoversi nel flusso spazio-temporale. La nuova tecnologia viene testata con una missione trasmessa in mondovisione e con i due al comando del Timehawk. Anche questa però si rivela un fallimento in quanto i due si trovano respinti indietro da strane anomalie nel flusso temporale e si ritrovano bloccati per due anni nel passato, i loro mezzi di navigazione sono andati distrutti. Nella Roma del sedicesimo secolo (nel 1506) riescono però, con l'aiuto di Leonardo da Vinci (arrivato da Milano) a costruire un rudimentale portale che funziona a carbone e riescono a tornare nel presente. Corbin è assolutamente convinto che i suoi calcoli e la tecnologia sviluppata siano in grado di viaggiare in entrambi i sensi del flusso temporale ma qualcosa (o qualcuno) li blocca volutamente. E infatti è così e nel momento in cui nasce questo sospetto i due crononauti vengono prelevati dal loro presente e portati nel XXIII secolo al cospetto del Professor Cross, responsabile di una task force di viaggi nel tempo.
Il professor Cross proviene dallo stessa epoca di Corbin e Danny ed è stato il loro mentore e insegnante ma era scomparso da 10 anni, prima della scoperta della tecnologia necessaria a viaggiare nel tempo. In realtà vi è riuscito prima di tutti ed ha compiuto un viaggio nel XXIII secolo dove ha fondato la Crosscorp, usufruendo di nuove tecnologie e conoscenze che gli hanno permesso di arrivare a monitorare lo spazio-tempo. Il suo fine era quello di eliminare, nel passato, quelle anomalie o catastrofi che avrebbero impedito di realizzare il futuro utopico quale è adesso il XXIII secolo. A suo dire non vi sono guerre, le nazioni e le ideologie (comprese le religioni) non esistono più e il benessere è stato portato alla maggioranza della popolazione. La Terra è governata da un unico Concilio di Scienziati che include persone geniali che dedicano la loro vita (di tipo monastico) alla risoluzione dei problemi della popolazione globale. Questi offre a Corbin e Danny di andare a vivere in quel tempo con le loro famiglie e contribuire a migliorare il continuum spazio temporale nonché far progredire ulteriormente la razza umana. La medicina è talmente avanzata che può curare la malattia di Alzheimer del nonno di Danny. I due accettano e Corbin si trasferisce con la moglie e la figlia mentre Danny vi porta i nonni materni che vengono curati così come promesso. La Terra non è però priva di minacce in quanto è venuta a contatto con razze extraterrestri, alcune delle quali aggressive e conquistatrici.
Queste incursioni esterne sono però facilmente risolte con la tecnologia dei viaggi nel tempo. Quello che il Professor Cross non riesce a debellare è una sacca di dissenso diffusa a livello globale e che ha come punto di riferimento una vlogger che incita alla ribellione verso il regime tecnocratico instaurato dallo stesso Cross. Questi confessa a Corbin e Danny che non riesce ad individuare nel passato un nesso che possa portare alla fine di questa increspatura alla sua Utopia. Se il problema non viene risolto drasticamente, questo porterà, a suo dire, ad una dittatura planetaria di estrema destra entro il XXV secolo. Chiede quindi ai due di trovare e uccidere per lui questa minaccia a ciò che ha costruito nel XXIII secolo. Quando entrambi si rifiutano di aiutarlo diventando dei sicari, lui li uccide senza esitare.
Cross ordina ad una sua assistente di liberarsi dei corpi ma questa, avendo una relazione segreta con Danny, decide di provare a salvarli e li trasporta d'urgenza all'ospedale dove lavora la moglie di Danny. Qui i loro corpi vengono rigenerati in tempo dalla nanotecnologia. Cross ha capito che non può far affidamento sui due, visto che non sembrano capire il suo nuovo concetto di etica applicata ad un processo di ingegneria storica. Decide di farli uccidere nel passato prima che arrivino a scoprire la tecnologia dei viaggi nel tempo e quindi sceglie il 2003 quando entrambi erano al campus universitario. Danny e Corbin riescono a bloccare l'operazione e anche a salvare Sophie Jones la ragazzina responsabile dei movimenti di rivolta di estrema destra nel XXIII secolo. Sorprendentemente vive nel 2019 e ha cominciato a diffondere le sue idee xenofobe e nazionaliste all'età di 10 anni. Dopo averla salvata e ucciso il professor Cross (accidentalmente), i due crononauti tornano nel XXIII secolo per scoprire che il loro vecchio insegnante aveva ragione, l'ideologia di Sophie Jones aveva portato a guerre e distruzione con la razza umana divisa in due blocchi in continuo conflitto. Entro il XXV secolo, con l'utilizzo di armi chimiche l'umanità come la conosciamo è ormai estinta. Per riparare all'errore fatto Corbin decide di adottare Sophie e crescerla cercando di darle una cultura che la possa portare oltre i suoi pregiudizi razziali e visioni totalitarie. Pare che la scelta fatta funzioni, il XXIII secolo torna ad essere una società prospera anche se non più rigidamente unita e governata da un concilio di (presupposti) saggi.
Epilogo: i nonni di Danny rimangono nel XXIII secolo dove vengono raggiunti dalla figlia, ovvero la madre di Danny. La donna era venuta a mancare nel 1989 in seguito ad un grave incidente in auto ma grazie ad un viaggio nel tempo il figlio la salva quando è in fin di vita e la porta a curarsi nel futuro. Raggiunge quindi il risultato a cui aveva sempre anelato fin da bambino, viaggiare indietro nel tempo per salvare la madre. Questo avrebbe creato un paradosso temporale dalle conseguenze imprevedibili se fosse rimasta nel 1989 ma nel futuro la linea temporale di Danny e le motivazioni che lo hanno spinto a divenire un crononauta non sono mutate. Per quanto riguarda Corbin, decide di non dare ascolto al professor Cross e quindi vuole continuare a divulgare la tecnologia dei viaggi nel tempo già nel 2019. Cross l'aveva avvertito che, se non l'avesse occultata, sarebbe stata utilizzata avventatamente compromettendo il futuro dell'umanità.

## Citazioni e riferimenti
- Quando il Professor Cross parla a Corbin e Danny dell'utopica società da lui creata nel 23º secolo, la paragona a quella in cui si ambientano le avventure di Buck Rogers[3]. Si tratta di un personaggio creato nel 1929 per le strisce a fumetti il quale viene catapultato 500 anni nel futuro, il 25º secolo, dove trova una società molto avanzata e utopistica rispetto a quella del 20º secolo. Il professor Cross afferma di essere riuscito a prevenire il formarsi di una società distopica più simile quella dei film del regista Ridley Scott[3]. Qui vi è un chiaro riferimento al film Blade Runner e alle sue pellicole del franchise di Alien.
- Il professor Cross confessa a Corbin e Danny di essersi macchiato di numerosi delitti per mantenere la pace e il progresso, creando quindi i presupposti storici perché si realizzasse la società utopica del 23º secolo[3]. Uno di questi è stato l'assassinio della famosa attrice Marilyn Monroe nel 1962, delitto rimasto irrisolto[3]. Secondo lui questo si è reso necessario per evitare l'impeachment del presidente John F. Kennedy[3]. Se non fosse stato in carica, non avrebbe potuto gestire con successo la Crisi dei missili di Cuba e le conseguenze sarebbero state una guerra nucleare[3].

## Realizzazione
L'idea che si trova alla base di Futureshock è (come afferma Millar): «Se i viaggi nel tempo sono possibili come è possibile che dal nostro futuro non siano arrivati dei viaggiatori?». Infatti con la scoperta della tecnologia per renderli attuabili nel nostro presente non è plausibile che qualche secolo nel futuro questi viaggi siano diventati ancora più evoluti ed utilizzati? Nella prima miniserie Millar ha voluto creare una storia di viaggi nel tempo che fosse avventurosa e avesse il ritmo di un action-movie, anche se ancorata al mondo reale. Infatti i primi viaggi sono seguiti a livello mediatico quanto lo fu la spedizione lunare della NASA e la tecnologia e l'equipaggiamento usati per attuarli hanno un supporto finanziario enorme a livello governativo. Le prime missioni del duo Corbin-Danny sono però nel passato, adesso l'autore vuole portarli nel futuro, a cospetto di altri crono nauti come loro.
La necessità di un sequel all'opera originale creata da Millar e Stuart Gordon nasce anche dal fatto che nel 2017 gran parte del catalogo del "Millarworld" viene acquisito da Netflix che vuole sviluppare Chrononauts in un contenuto (serie TV o film) per la sua piattaforma in streaming a pagamento. Quando era uscita la prima miniserie nel 2015, il "Millarworld" era ancora un'etichetta indipendente, adesso però è parte di una compagnia che investe miliardi di dollari nell'entertainment e ha quindi l'intenzione di sfruttare il variegato universo fumettistico dell'autore scozzese. Millar ne è conscio e sente la necessità di creare storie che siano appetibili per un adattamento in film, serie live-action o animazione, ma allo stesso tempo cerca di rimanere fedele al medium di riferimento delle sue opere ovvero i fumetti. Il suo motto rimane: «Devi solo mantenere il focus sui fumetti e rendili al meglio che possono essere».
Per quanto riguarda i disegni, Sean Murphy (disegnatore e co-creatore di Chrononauts) non può tornare per disegnare il sequel Futureshock in quanto è impegnato a realizzare il sequel della sua opera Batman: White Knight serie blockbuster nel vendite e acclamata dalla critica. Si tratta di una storia sul confronto/scontro tra Batman e Joker ambientata in un universo alternativo e di cui Murphy è responsabile sia dei testi sia dei disegni. Il sequel e una limited-series di 8 albi dal titolo Batman: Curse of the White Knight, pubblicata per l'imprint DC Black Label e distribuita dal 24 luglio 2019. Millar ammette che trovare un sostituto per Murphy è stato un compito arduo e sono stati contatti diversi artisti. La scelta definitiva è ricaduta su Eric Canete in quanto ha uno stile eccentrico e stilizzato che funziona bene con questo tipo di personaggi e avventure che mal si sposerebbero con uno stile foto-realistico o pittorico. Anche Canete è stato però difficile da ingaggiare in quanto ormai lavora da tempo nel campo dei videogiochi ed era da parecchio che non si dedicava ad un lungo run nelle storie a fumetti. Millar non è sicuro se ha accettato perché gli piacesse la storia e il genere sci-fi o perché «gli hanno dato una vagonata di soldi».

## Distribuzione e accoglienza
Con Chrononauts: Futureshock, Netflix prova a far distribuire tutti e 4 gli albi della miniserie nello stesso giorno. Il 30 ottobre 2019 sono quindi tutti disponibili, dal n. 1 al 4 senza dover attendere un mese tra un albo e il successivo. Si cerca quindi di imitare a livello editoriale quello che la compagnia ha già sperimentato sin dall'inizio con le sue serie televisive i cui episodi sono messi tutti a disposizione dell'abbonato nel giorno della première di una nuova serie o stagione. Non si tratta di una novità per il mercato in quanto viene già regolarmente attuata dai TKO Studios che rendono disponibili tutti i numeri delle loro miniserie contemporaneamente e anche in diversi formati, ovvero come singoli albi, in volume brossurato e in via digitale.
Il tentativo di Netflix e Millar di distribuire tutti i numeri contemporaneamente non porta però agli effetti sperati. Si voleva cercare di alimentare il binge-reading nel lettore, ovvero l'impulso a comprare tutti gli albi disponibili per poter leggere la storia (subito) nella sua interezza. Si invogliava quindi una lettura che passasse subito da un albo a quello successivo come può accadere nell'usufruire in binge watching degli episodi di una serie televisiva. Il mercato fumettistico risponde però in maniera negativa, il primo albo di Chrononauts: Futureshock vende 16522 copie ma il secondo crolla a 10275 e il terzo e il quarto scendono sotto le 10000 copie. Le performance sono deludenti con un drop (ovvero perdita di lettori) tra il primo e ultimo albo della miniserie di oltre il 40%. Bisogna sottolineare che l'intera miniserie è stata un flop da un punto di vista delle vendite. Il n. 1 ha infatti ottenuto solo il 159º posto nella classifica delle vendite stilata secondo i dati forniti dal Diamond Comic Distributors, unico distributore dei fumetti americani per il mercato Nord Americano e i paesi oltreoceano. Gli altri albi si piazzano sotto il 230º posto. L'albo d'esordio di Chrononauts (del 2015), la prima miniserie della saga aveva venduto 43272 copie, piazzandosi al 36º posto della classifica delle vendite e al quinto posto tra gli albi indipendenti (non Marvel o DC) più venduti. Si tratta di un drop di oltre il 60% tra l'albo d'esordio della serie originale di Millar-Gordon e il sequel di Millar-Canete. La storia sui due viaggiatori nel tempo, Corbin e Danny, sembra aver perso interesse presso i lettori lanciando incertezze sul futuro del franchise anche se Millar aveva già annunciato un possibile sequel quale Chrononauts 3 a livello fumettistico e un prossimo adattamento in serie TV o film per Netflix. Ma queste dichiarazioni risalgono a prima del 30 ottobre 2019, giorno del lancio di tutti e 4 gli albi di Chrononauts: Futureshock.
Inoltre questo mese evidenzia la debolezza di tutti i titoli del Millarworld in quanto le altre due limited-series realizzate per Netflix si attestano sotto le 8500 copie vendute. Si tratta di Space Bandits n. 4 e Sharkey the Bounty Hunter n. 6, due opere sci-fi che si collocano al 272º e 273º posto della classifica delle vendite. Persino le serie regolari dedicate a due personaggi storici e di successo di Millar quali Kick-Ass e Hit-Girl (protagonisti di 2 film) non superano le 8600 copie. Tutte le serie citate sono pubblicate dalla Image e in questo stesso mese l'albo più venduto della casa editrice è Spawn n. 301 con un totale di oltre 186000 copie vendute. Il mercato fumettistico è in un trend fortemente positivo e il mese di ottobre 2019 è il miglior mese per le vendite degli ultimi 3 anni con un aumento del 10% degli ordini in pre-vendita rispetto al mese precedente. Questo sottolinea ancor di più la debolezza dei titoli Millarworld, anche per quello che era il suo franchise di punta ovvero Kick-Ass.

## Sequel
Ancora prima della distribuzione di Chrononauts: Futureshock, Millar annuncia che sta già pensando al sequel Chrononauts 3. Accenna alla possibilità che questa volta potrebbe ambientare il fumetto nell'epoca storica che lui stesso visiterebbe se avesse una macchina del tempo.